# 謝廓然
謝廓然（？—1182年），字開之，臨海人，南宋官員。谢廓然、陈骙、谢深甫、钱象祖、谢堂等五人是臨海的五個南宋朝宰輔。

## 生平
以父蔭補官，依附曾觌，孝宗淳熙四年（1177年）賜進士出身，擔任殿中侍御史，任令預由中書經辦，中书舍人林光朝聞之愕然，以“轻台谏，羞科目”为由，封还词头，拒不辦理，改出知婺州（今浙江金华）。淳熙七年（1180年）五月由刑部尚书除签书枢密院事，淳熙八年（1181年）八月自权参知政事除同知枢密院事，九月复兼权参知政事，淳熙九年（1182年）因病致仕，是年六月卒。

## 家族
父謝升俊。